# Helichrysum decumbens
Helichrysum decumbens é uma espécie de planta com flor pertencente à família Asteraceae. 
A autoridade científica da espécie é Cambess., tendo sido publicada em Mémoires du Muséum d'Histoire Naturelle 14: 271. 1827.

## Portugal
Trata-se de uma espécie presente no território português, nomeadamente em Portugal Continental.
Em termos de naturalidade é nativa da região atrás indicada.

## Protecção
Não se encontra protegida por legislação portuguesa ou da Comunidade Europeia.